# 密嚴世界
密嚴世界或蓮華藏世界，簡稱華藏世界，毗盧遮那佛身語意三密所莊嚴，為如來所依止之真如法性自受用之淨土，屬如來內證境界。
《華嚴經》中，專有《華藏世界品》，開示此世界無窮無盡，包括西方極樂世界與人類所在的娑婆世界，都在華藏世界之中。
依《密嚴經》述，此國土乃超越欲、色、無色及以無想有情界，非外道、聲聞、緣覺所行之境，非居於特定時空，實為一切有情本來俱有真如法性，一心八識如來藏所顯之如幻佛土。